# トムソーヤ島
トムソーヤ島（英: Tom Sawyer Island）は世界のディズニーパークにあるアトラクション。ただし、パークによって名称や内容は異なる。

## このアトラクションが存在するパーク
- ディズニーランド（ディズニーランド・リゾート）:トムソーヤ島のパイレーツの隠れ家
- 東京ディズニーランド（東京ディズニーリゾート）:トムソーヤ島
- ディズニーランド・パーク (パリ)（ディズニーランド・パリ）:アドベンチャー島

## 過去にこのアトラクションが存在したパーク
- マジック・キングダム（ウォルト・ディズニー・ワールド・リゾート）:トムソーヤ島

## 概要
小説『トム・ソーヤーの冒険』をモチーフにした散策型施設で、ウォルト・ディズニー自身が直接設計に関わった唯一のアトラクションとされている。フロンティアランド（ウエスタンランド）の「アメリカ河」に周囲を囲われた島の形状をしており、ゲストが渡るための陸路は存在せず、船のアトラクション「トムソーヤ島いかだ」で上陸する。オリジナル版には、インジャンジョーの洞窟、トムソーヤのツリーハウス、サムクレメンズ砦などがあり、当初のディズニーランド版、マジック・キングダム版、東京ディズニーランド版はいずれもそのような内容となっている。
一方、後発のディズニーランド・パリ版はテーマが『トム・ソーヤーの冒険』から『ピーター・パン』や『ロビンソン・クルーソー』などが混在した冒険一般に変更され、名称も特定の作品名を冠さないアドベンチャー島となっている。また、立地するテーマランドはアドベンチャーランドとなり、水路に囲われた島の形状はしているものの、橋などの陸路で自由に行き来できる構造となっている。
更に、現在のディズニーランド版は、映画『パイレーツ・オブ・カリビアン』シリーズをモチーフに改装され、財宝を隠した洞窟など、同映画に登場する施設が追加され、映画のストーリーに沿って宝探しが楽しめるようになっている。これにより、本来の『トム・ソーヤーの冒険』の世界観とは異なるものになっている。

## 「いかだ」との関係
パリ以外のパークでは、島へは橋がかかっておらず、「いかだ」を利用しなくては行くことができない。パークによっては、オフィシャル名案内では、「島」ではなく「いかだ」のほうをアトラクションとして紹介し、島そのものについてはアトラクションとして別途紹介していないところもある（東京ディズニーランドなど）。
香港ディズニーランドには島のアトラクションは存在しないが、「ターザンのツリーハウス」がジャングル・リバー・クルーズの内側の島に立地しており、ここに行くための「ターザンのツリーハウス行きいかだ」が渡されている。

## 各施設紹介

### ディズニーランド
| トムソーヤ島のパイレーツの隠れ家 Pirate's Lair on Tom Sawyer Island | トムソーヤ島のパイレーツの隠れ家 Pirate's Lair on Tom Sawyer Island | トムソーヤ島のパイレーツの隠れ家 Pirate's Lair on Tom Sawyer Island | トムソーヤ島のパイレーツの隠れ家 Pirate's Lair on Tom Sawyer Island |
| ------------------------------------------------------------------- | ------------------------------------------------------------------- | ------------------------------------------------------------------- | ------------------------------------------------------------------- |
| オープン日                                                          | オープン日                                                          | 2007年5月25日                                                       | 2007年5月25日                                                       |
| スポンサー                                                          | スポンサー                                                          | なし                                                                | なし                                                                |
| 利用制限                                                            |                                                                     | なし                                                                | なし                                                                |
| ファストパス                                                        | ファストパス                                                        |                                                                     | 対象外                                                              |
| シングルライダー                                                    | シングルライダー                                                    |                                                                     | 対象外                                                              |

ディズニーランドのトムソーヤ島は、2007年5月25日にトムソーヤ島のパイレーツの隠れ家（Pirate's Lair on Tom Sawyer Island）の名称でリオープンした。映画『パイレーツ・オブ・カリビアン』の世界を再現したアトラクションとして生まれ変わっている。
これに伴い、トムソーヤ島に渡るいかだのデザインも変更されている。いかだでは、子供のゲスト向けに探検すべき場所を記した海賊の宝の地図がお土産として配られる。ゲストは、これを見ながら島内の各海賊ゆかりの地点を探検することができる。
なお、アトラクションの日本名について、日本語公式サイトのメインページでは「トムソーヤ島のパイレーツの隠れ家」と表記されているが、PDFのパークマップでは「トムソーヤ島（パイレーツの隠れ家）」と表記されている。ここでは前者に従って表記する。
改装に伴い新たに島に設置された施設は以下の通り。
- 上陸地点
- ラフィートの酒場
- W.ターナーの鍛冶屋
- 死者の洞窟
- 密輸業者の入り江
- キャッスル・ロック
- 海賊の穴－難破船
- 船長の宝

### マジック・キングダム
| トムソーヤ島 Tom Sawyer Island | トムソーヤ島 Tom Sawyer Island | トムソーヤ島 Tom Sawyer Island                        | トムソーヤ島 Tom Sawyer Island                        |
| ------------------------------ | ------------------------------ | ----------------------------------------------------- | ----------------------------------------------------- |
| オープン日                     | オープン日                     | 1971年10月1日（マジック・キングダムと同時にオープン） | 1971年10月1日（マジック・キングダムと同時にオープン） |
| クローズ日                     | クローズ日                     | 2025年7月6日                                          | 2025年7月6日                                          |
| スポンサー                     | スポンサー                     | なし                                                  | なし                                                  |
| 利用制限                       |                                | なし                                                  | なし                                                  |
| ファストパス                   | ファストパス                   |                                                       | 対象外                                                |
| シングルライダー               | シングルライダー               |                                                       | 対象外                                                |

2024年8月12日、場所はアメリカ河とトムソーヤ島の跡地に映画「カーズ」をテーマとするエリアを建設予定と発表。2025年から工事開始の予定。この決定は現地のファンに賛否両論を巻き起こしている。

### ディズニーランド・パリ
| アドベンチャー島 Adventure Isle | アドベンチャー島 Adventure Isle | アドベンチャー島 Adventure Isle                                   | アドベンチャー島 Adventure Isle                                   |
| ------------------------------- | ------------------------------- | ----------------------------------------------------------------- | ----------------------------------------------------------------- |
| オープン日                      | オープン日                      | 1992年4月12日（ユーロ・ディズニーランド（当時）と同時にオープン） | 1992年4月12日（ユーロ・ディズニーランド（当時）と同時にオープン） |
| スポンサー                      | スポンサー                      | なし                                                              | なし                                                              |
| 利用制限                        |                                 | なし                                                              | なし                                                              |
| ファストパス                    | ファストパス                    |                                                                   | 対象外                                                            |
| シングルライダー                | シングルライダー                |                                                                   | 対象外                                                            |

アドベンチャー島（Adventure Isle）は、子どものためのプレイグラウンドのアトラクション。他のパークの「トムソーヤ島」に類似しているが、橋で繋がっているため歩いて島に渡ることができる。
骸骨岩、フック船長のガレー船、大地の胎内、宝島の4つの探検エリアから構成される島で、島全体が子どもが楽しめるように様々な仕掛けて工夫されている。骸骨岩、フック船長のガレー船の2つのエリアは、向かい合っているカリブの海賊の砦と共に、ピーターパンのフック船長ないし海賊の世界観を構成しているのに対し、大地の胎内、宝島の２つのエリアはロビンソン・ツリーハウスと共にロビンソン・クルーソーの世界観を構成している。
4つの探検エリア
骸骨岩（Skull Rock）
ピーターパンに出てくるネバーランドをモチーフとしたガイコツの形をした巨大な岩。中を探検することができる。
パイレーツ・ビーチ (Pirates’ Beach)
子どものためのプレイグラウンド。フック船長の海賊船（Captain Hook's Galley）と砂浜から構成されており、子どもが楽しめるための様々な仕掛けがなされている。海賊船は身長制限があり身長140cm以上の大人は入れない。
大地の胎内 (Le Ventre de la Terre)
複雑に入り組んだ洞窟。ロビンソン・クルーソーの漂着した島をモチーフにしており、内部を探索することができる。トムソーヤ島のインジャン・ジョーの洞窟に似ている。
宝島 (L'ile au Tresor)
ジャングルが広がる南の島。ロビンソン・クルーソーの漂着した島をモチーフにしている。吊橋や樽橋、洞窟、滝などがあり、探検することができる。このエリアが全体的にトムソーヤ島に似ている。